# Pobla de Ciérvoles
Pobla de Ciérvoles (en catalán y oficialmente desde 1981, La Pobla de Cérvoles) es una localidad y municipio español de la provincia de Lérida, en la comunidad autónoma de Cataluña. Se encuentra situado en la parte meridional de la comarca de Las Garrigas, en el límite con la provincia de Tarragona.

## Geografía humana

### Demografía
Cuenta con una población de 205 habitantes (INE 2024).
| Gráfica de evolución demográfica de Pobla de Ciérvoles entre 1842 y 2021 |
| |
| Población de derecho según los censos de población del INE Población de hecho según los censos de población del INEEn estos censos se denominaba Pobla de Ciérvoles: 1842, 1857, 1860, 1877, 1887, 1897, 1900, 1910, 1920, 1930, 1940, 1950, 1960, 1970 y 1981 |

| 790                       | 709 | 438 | 314 | 231 | 194 |
| (Fuente: INE [Consultar]) |     |     |     |     |     |

## Lugares de interés
- Iglesia parroquial, de estilo barroco, con un órgano y un reloj del siglo XVIII.
- Ruinas del castillo de Ciérvoles.
- Bodegas Mas Blanch i Jové (DO Costers del Segre). En sus interiores se alberga el último gran mural que realizó el pintor Josep Guinovart y que está dedicado al mundo del vino.